# Pelargonium luridum
Pelargonium luridum är en näveväxtart som först beskrevs av Gábor Gabriel Andreánszky, och fick sitt nu gällande namn av Robert Sweet. Pelargonium luridum ingår i släktet pelargoner, och familjen näveväxter. Inga underarter finns listade i Catalogue of Life.